# Anja Dittmer (triathlon)
Pour les articles homonymes, voir Dittmer.
Anja Dittmer, née le 22 septembre 1975 à Neubrandenbourg est une triathlète professionnelle allemande, six fois championne d'Allemagne (1995, 1998, 1999, 2003, 2004 et 2008), championne d’Europe en 1999, elle est la première triathlète à se qualifier quatre fois aux Jeux olympiques dans cette discipline.

## Biographie
En 1992, elle remporte une médaille d'argent aux championnats  allemands junior . Durant 20 ans, de 1994 à 2013, elle participe à plus d’une centaine de compétitions de la Fédération internationale de triathlon. La période la plus faste commence en  1999, quand elle devient championne d'Europe et se qualifie pour les Jeux olympiques d'été de Sidney pour la première apparition de ce sport aux Jeux.
À partir de 1996, elle participe régulièrement aux championnats d’Europe et aux championnats du monde. Elle est en 2012 la première triathlète féminine à avoir participé à quatre Jeux olympiques dans cette spécialité,, se classant respectivement 15e à Sydney en 2000, 11e à Athènes en 2004, 33e à Pékin en 2008, et 12e à Londres en 2012.
En France, de 2011 à 2013, elle fait partie  du Charleville-Triathlon-Ardennes (CTA) où elle côtoie Emma Moffatt, Alexandra Razarenova, Paula Findlay, Elena Danilova, Anne Haug, Vicky Holland, Delphine Py-Bilot, Sarah Groof, Léa Duchampt, Olga Agapova, Karolien Geerts, Lucie Picard, et Élodie Bertheloodt,. En 2011, elle prend part pour ce club au Grand Prix de triathlon : son équipe remporte la médaille d'argent.

## Palmarès

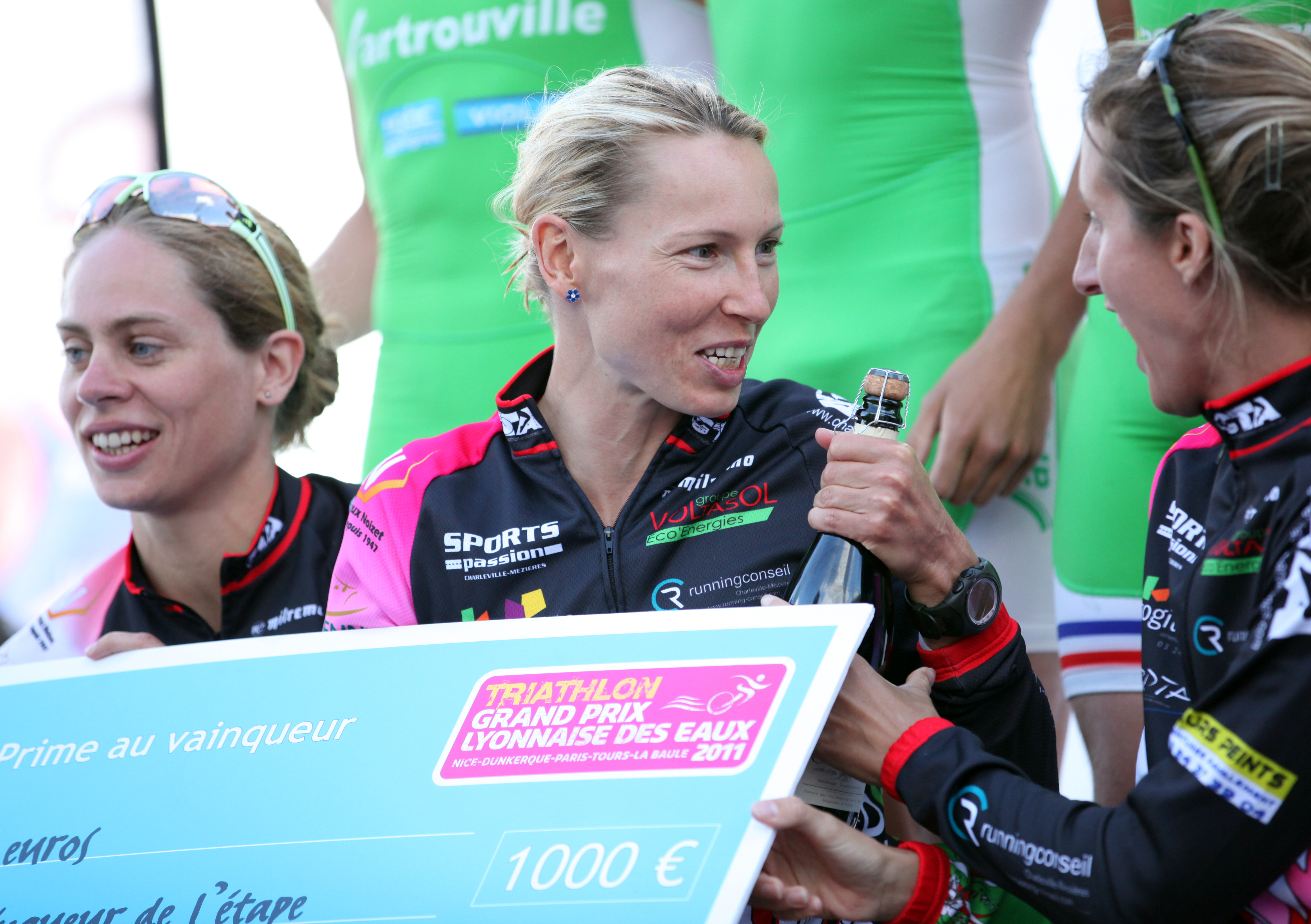
A. Dittmer entre K. Verstuyft et D. Py-Bilot au Grand Prix de triathlon 2011.

Le tableau présente les résultats les plus significatifs (podium) obtenus sur le circuit international de triathlon depuis 1999,.
| Année | Compétition                                        | Pays             | Position      | Temps           |
| ----- | -------------------------------------------------- | ---------------- | ------------- | --------------- |
| 2011  | Championnats du monde de triathlon en relais mixte | Suisse           |               | 1 h 9 min 56 s  |
| 2011  | Grand Prix de triathlon à Tours, par équipe        | France           |               |                 |
| 2011  | WTS Londres                                        | Royaume-Uni      |               | 2 h 0 min 49 s  |
| 2010  | Coupe du monde - l'étape de Tongyeong              | Corée du Sud     |               | 2 h 3 min 15 s  |
| 2009  | Grand Prix de triathlon - Étape de La Baule        | France           | Médaille d'or | Timing          |
| 2009  | Grand Prix de triathlon - Étape de Dunkerque       | France           | Médaille d'or | Timing          |
| 2006  | Championnat d'Europe                               | France           |               | 2 h 3 min 15 s  |
| 2006  | Coupe du monde - Classement Général                |                  |               |                 |
| 2006  | Coupe du monde - l'étape de New Plymouth           | Nouvelle-Zélande |               | 2 h 3 min 24 s  |
| 2006  | Coupe du monde - l'étape de Cancún                 | Mexique          |               | 2 h 1 min 53 s  |
| 2006  | Coupe du monde - l'étape de Corner Brook           | Canada           |               | 2 h 6 min 26 s  |
| 2006  | Coupe du monde - l'étape de Richards Bay           | Afrique du Sud   |               | 2 h 6 min 42 s  |
| 2006  | Coupe du monde - l'étape de Mazatlán               | Mexique          |               | 2 h 2 min 45 s  |
| 2004  | Coupe du monde - Classement Général                |                  |               |                 |
| 2004  | Coupe du monde - l'étape de Cancún                 | Mexique          |               | 2 h 5 min 51 s  |
| 2004  | Coupe du monde - l'étape de Gamagori               | Japon            |               | 2 h 9 min 51 s  |
| 2004  | Coupe du monde - l'étape de Hambourg               | Allemagne        |               | 1 h 58 min 29 s |
| 2004  | Coupe du monde - l'étape de Tiszaújváros           | Hongrie          |               | 1 h 52 min 34 s |
| 2004  | Coupe du monde - l'étape de Mazatlán               | Mexique          |               | 2 h 1 min 5 s   |
| 2003  | Coupe du monde - l'étape de Nice                   | France           |               | 1 h 59 min 35 s |
| 2003  | Coupe du monde - l'étape de Hambourg               | Allemagne        |               | 1 h 54 min 36 s |
| 2003  | Coupe du monde - l'étape de Tiszaújváros           | Hongrie          |               | 1 h 57 min 11 s |
| 2003  | Coupe du monde - l'étape de St Anthonys            | États-Unis       |               | 1 h 54 min 42 s |
| 2001  | Coupe du monde - l'étape de Lausanne               | Suisse           |               | 2 h 8 min 25 s  |
| 2001  | Coupe du monde - l'étape de Tiszaújváros           | Hongrie          |               | 1 h 57 min 30 s |
| 2000  | Coupe du monde - l'étape de Big Island             | États-Unis       |               | 2 h 2 min 41 s  |
| 1999  | Championnat d'Europe                               | Portugal         |               | 2 h 1 min 7 s   |
| 1999  | Coupe du monde - l'étape de Kapelle-op-den-Bos     | Belgique         |               | 1 h 56 min 33 s |